# سرخیو مانتکون گوتیرس
سرخیو مانتکون گوتیرس (اسپانیایی: Sergio Mantecón Gutiérrez‎؛ زادهٔ ۲۵ سپتامبر ۱۹۸۴) دوچرخه‌سوار اهل اسپانیا است. وی در بازی‌های المپیک تابستانی ۲۰۱۲ شرکت کرده است.